# Tymofij Mylowanow

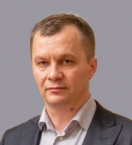
Tymofij Mylowanow

Tymofij Serhijowytsch Mylowanow (ukrainisch Тимофій Сергійович Милованов; * 18. März 1975 in Kiew, Ukrainische SSR) ist ein ukrainischer Ökonom und Politiker. Er war 2019 Minister für wirtschaftliche Entwicklung, Handel und Landwirtschaft der Ukraine im Kabinett Hontscharuk. 2020 wurde er im Kabinett Hontscharuk durch Ihor Petraschko abgelöst.

## Leben
Tymofij Mylowanow absolvierte die Physik- und Mathematikschule Nr. 145 in Kiew und studierte im Anschluss am Kiewer Polytechnischen Institut, dass er 1997 mit einem Abschluss in Management absolvierte. An der Kiew-Mohyla Akademie erhielt er 1999 einen Master-Abschluss in Wirtschaft und 2001 erhielt er einen Master-Abschluss in Wirtschaftswissenschaften an der University of Wisconsin in Madison, wo er 2004 auch in Wirtschaftswissenschaften promovierte.
Daran anschließend war er zwischen 2004 und 2008 Postdoktorand und außerordentlicher Professor an der Universität Bonn und von 2008 bis 2011 Assistenzprofessor an der University of Pennsylvania. Von 2010 bis 2013 war er zudem als Dozent an der Pennsylvania State University tätig. An der University of Pittsburgh war er ab 2013 zunächst Assistenzprofessor und von 2015 an außerordentlicher Professor mit unbefristeter Anstellung.
2014 war er einer der Gründer von VoxUkraine, einer mit der öffentlichen Politik der Ukraine befassten Gruppe ukrainischer und ausländischer Ökonomen.
Im Jahr 2015 wurde Mylowanow Mitglied des internationalen akademischen Rates der Kyiv School of Economics („KSE“; Київська школа економіки) und 2016 deren Präsident. Zwischen 2015 und 2016 war er außerdem stellvertretender Herausgeber der Review of Economic Design.
Von Forbes-Ukraine wurde er 2014 und 2015 in die Rangliste der besten ukrainischen Ökonomen aufgenommen.
Auf Beschluss der Werchowna Rada wurde Mylowanow am 7. Juli 2016 für eine Amtszeit von fünf Jahren Mitglied des Vorstandes der Nationalbank der Ukraine und im Oktober 2016 dessen stellvertretender Vorsitzender. Er unterstützte die Initiative des ehemaligen Ministers für Sozialpolitik, Andrij Rewa zur Bekämpfung von Steuerhinterziehung.
Nach der Regierungsbildung des Kabinett Hontscharuk am 29. August 2019 wurde er, nachdem das Landwirtschaftsministerium und das Energieministerium an das Wirtschaftsministerium angegliedert wurde, als Parteiloser Minister für wirtschaftliche Entwicklung, Handel und Landwirtschaft der Ukraine.